# Краусхаар, Отто
Отто Краусхаар (нем. Otto Kraushaar; 31 мая 1812, Кассель — 23 ноября 1866) — немецкий музыкант.
Учился у Морица Гауптмана, в 1834 г. опубликовал в берлинском издательстве свою первую композицию, однако в дальнейшем уделял сочинению музыки мало внимания, оставив лишь некоторое количество песен. Ко времени отъезда Гауптмана в Лейпциг в 1842 году приобрёл репутацию одного из ведущих музыкальных педагогов города (у него, в частности, учились Кристофер Бах и Карл Баргхеер), активно печатался как музыкальный журналист в различных германских изданиях. Был одним из основателей Кассельской певческой академии, в 1853—1856 гг. выступал с регулярными публичными лекциями о музыке. Последние 20 лет жизни работал над крупным теоретическим трудом, из которого, однако, был опубликован лишь небольшой отрывок (нем. Der accordliche Gegensatz und die Begründung der Scala; 1852), а фундаментальные Schule der Tonbildung и Grundlehren der musikalischen Komposition остались в рукописях, которые хранятся в архиве музыкальных рукописей земельной библиотеки в Касселе.